# جیمی گلس
جیمی گلس (انگلیسی: Jimmy Glass؛ زادهٔ ۱ اوت ۱۹۷۳) بازیکن فوتبال اهل بریتانیا است.
از باشگاه‌هایی که در آن بازی کرده‌است می‌توان به باشگاه فوتبال کریستال پالاس، باشگاه فوتبال پورتسموث، باشگاه فوتبال کمبریج یونایتد، باشگاه فوتبال کراولی تاون، باشگاه فوتبال سوئیندون تاون، باشگاه فوتبال دالیچ هملت، باشگاه فوتبال بروکنهورست، باشگاه فوتبال ویموث، باشگاه فوتبال گیلینگام، باشگاه فوتبال ای‌اف‌سی بورنموث، باشگاه فوتبال آکسفورد یونایتد، باشگاه فوتبال کارلایل یونایتد، باشگاه فوتبال برنتفورد، باشگاه فوتبال کینگستونیان، باشگاه فوتبال لوس، و باشگاه فوتبال برنلی اشاره کرد.